# Agrostis petelotii
Agrostis petelotii é uma espécie de gramínea do gênero Agrostis, pertencente à família Poaceae.